# В'ячеслав Сенютович-Бережний
В'ячеслав Юрійович Сенютович-Бережний (15 червня 1902 р., Токарі — 3 лютого 1992 р., Санта-Барбара) — історик-геральдик та генеалог родом з Полтавщини, дійсний член Наукового товариства імені Тараса Шевченка. Перший український доктор наук з генеалогії.

## Життєпис
В'ячеслав Сенютович-Бережний народився в поміщицькій родині села Токарі Лохвицького повіту на Полтавщині. Батько його Юрій Павлович Сенюта був випускником юридичного факультету Київського університету, а рід його походив з Волині, мав герб «Сенюта» (пол. Seniuta). Матір В'ячеслава Юрійовича — Віра Запорізька, у маєтку якої він виріс.
- У 1919 році завершив навчання у гімназії м. Полтави та півтора року воював проти більшовиків, після чого емігрував у Сербію разом з батьком та матір'ю[1].
- З 1920 році перебував в еміграції в Югославії[3].
- У 1925 році закінчив студіювання на історично-літературному факультеті у Белградському університеті[1]. Володів українською російською, німецькою та французькою мовами[1]. Працював банківським урядовцем[1]. Під час Другої світової війни воював в лавах югославської армії проти Третього Рейху, потрапив у полон, втік з полону, його та його дружину Євгенію Флорову вивезли до Мюнхену на працю[1].
- Від 1941 року — в еміграції в Німеччині[3].
- У 1937 році мав шлюб з лікаркою Євгенією Флоровою зі Слобожанщини, м. Білгорода[1].
- У 1947 році захистив докторат з історії України в Українському вільному університеті міста Мюнхен; став асистувати на катедрі історії України під керуванням Полонської-Василенко Н.; розпочав викладати генеалогію та геральдику, почав наукові працювати, був службовцем ректорату УВУ[1].
- У 1948 році замешкав у Парижі, де став службовцем Української апостольської візитатури, працював архіваріусом Школи східних мов, публікувався у журналі «Україна»[1].
- З 1952 року — в еміграції у Франції і США[4]. Того ж року стає членом Наукового товариства імені Т. Г. Шевченка[3].
- З 1954 року працював на біржовій фірмі у м. Нью-Йорк[1].
- З 1964 року мешкав у містечку Каіро у Кетскильських горах[1].
- З 1966 року мешкав у м. Санта-Барбара, штату Каліфорнія[1].

З Романом Климкевичем видавав низку праць. Помер у м. Санта-Барбарі, США.

## Праці
- «Українська шляхта» («Українська дійсність», м. Прага, 1943 р.);
- «Із минулого нашої шляхти» («Рід та знамено», Франкфурт, 1947 р.);
- «Галицька шляхта» («Америка», Філадельфія, 1959 р.);
- «Шляхта Волинської землі та її участь у історичнім та культурнім житті Волині» (Мюнхен, 1947 р.);
- «Історична доля українського боярства» («Рід і знамено», Франкфурт, 1947 р.);
- «Рід В'ячеслава Липинського» («Державницька Думка», 1952 р.);
- «Рід Гоголів на Волині» («Літопис Волині», 1954 р.);
- «Полтавський полковник — Федір Жученко» (ЗНТ'Ш, т. 169, 1962 р.);
- «Остап Дашкевич, вождь козаків» («Український Історик», 1969 р.);
- «Рід і родина Виговських» (там же, 1970 р.);
- «Козацтво та боротьба старшини-шляхти на Гетьманщині за визнання за нею російським урядом прав дворянства» (там же, 1973—1974 рр.)

та інші.